# Saprinus artensis
Saprinus artensis es una especie de escarabajo del género Saprinus, familia Histeridae. Fue descrita científicamente por Marseul en 1862.
Especie endémica de Nueva Caledonia. Cuerpo convexo, cutícula marrón oscura, patas y piezas bucales oscuras.